# Pelousey
Pelousey est une commune française située dans le département du Doubs, la région culturelle et historique de Franche-Comté et la région administrative Bourgogne-Franche-Comté.
Elle comptait 1 588 habitants en 2022 appelés Pelouséens et Pelouséennes.

## Géographie
Pelousey est une commune urbaine  qui avait une population de 1650 habitants (en 2019).
Le vieux village est situé dans un vallon cerné de petites collines et ouvert sur la prairie de Pouilley-les-Vignes.
Pelousey est situé à 9 km de Besançon
Pelousey possède deux ruisseaux : la Noue qui prend sa source à Barband et se jette dans la Lanterne, laquelle prend sa source à Pouilley-les-Vignes ou à Franois (les avis sont partagés), et se jette dans l'Ognon à Chevigney.

### Transport
La commune est desservie par la ligne  63  du réseau de transport en commun Ginko.

### Climat
Pour des articles plus généraux, voir Climat de la Bourgogne-Franche-Comté et Climat du Doubs.
En 2010, le climat de la commune est de type climat des marges montargnardes, selon une étude du Centre national de la recherche scientifique s'appuyant sur une série de données couvrant la période 1971-2000. En 2020, Météo-France publie une typologie des climats de la France métropolitaine dans laquelle la commune est exposée à un climat semi-continental et est dans la région climatique  Jura, caractérisée par une forte pluviométrie en toutes saisons (1 000 à 1 500 mm/an), des hivers rigoureux et un ensoleillement médiocre. 
Pour la période 1971-2000, la température annuelle moyenne est de 10,6 °C, avec une amplitude thermique annuelle de 17,3 °C. Le cumul annuel moyen de précipitations est de 1 083 mm, avec 12,7 jours de précipitations en janvier et 9,4 jours en juillet. Pour la période 1991-2020, la température moyenne annuelle observée sur la station météorologique de Météo-France la plus proche, « Besançon », sur la commune de Besançon à 8 km à vol d'oiseau, est de 11,4 °C et le cumul annuel moyen de précipitations est de 1 157,0 mm. 
La température maximale relevée sur cette station est de 40,3 °C, atteinte le 28 juillet 1921 ; la température minimale est de −20,7 °C, atteinte le 9 janvier 1985,,. 
Les paramètres climatiques de la commune ont été estimés pour le milieu du siècle (2041-2070) selon différents scénarios d'émission de gaz à effet de serre à partir des nouvelles projections climatiques de référence DRIAS-2020. Ils sont consultables sur un site dédié publié par Météo-France en novembre 2022.

## Urbanisme

### Typologie
Au 1er janvier 2024, Pelousey est catégorisée bourg rural, selon la nouvelle grille communale de densité à 7 niveaux définie par l'Insee en 2022.
Elle est située hors unité urbaine. Par ailleurs la commune fait partie de l'aire d'attraction de Besançon, dont elle est une commune de la couronne,. Cette aire, qui regroupe 310 communes, est catégorisée dans les aires de 200 000 à moins de 700 000 habitants,.

### Occupation des sols
L'occupation des sols de la commune, telle qu'elle ressort de la base de données européenne d’occupation biophysique des sols Corine Land Cover (CLC), est marquée par l'importance des territoires agricoles (51,5 % en 2018), en diminution par rapport à 1990 (58,4 %). La répartition détaillée en 2018 est la suivante : 
zones agricoles hétérogènes (40,8 %), forêts (33,1 %), zones urbanisées (15,4 %), terres arables (10,7 %). L'évolution de l’occupation des sols de la commune et de ses infrastructures peut être observée sur les différentes représentations cartographiques du territoire : la carte de Cassini (XVIIIe siècle), la carte d'état-major (1820-1866) et les cartes ou photos aériennes de l'IGN pour la période actuelle (1950 à aujourd'hui).

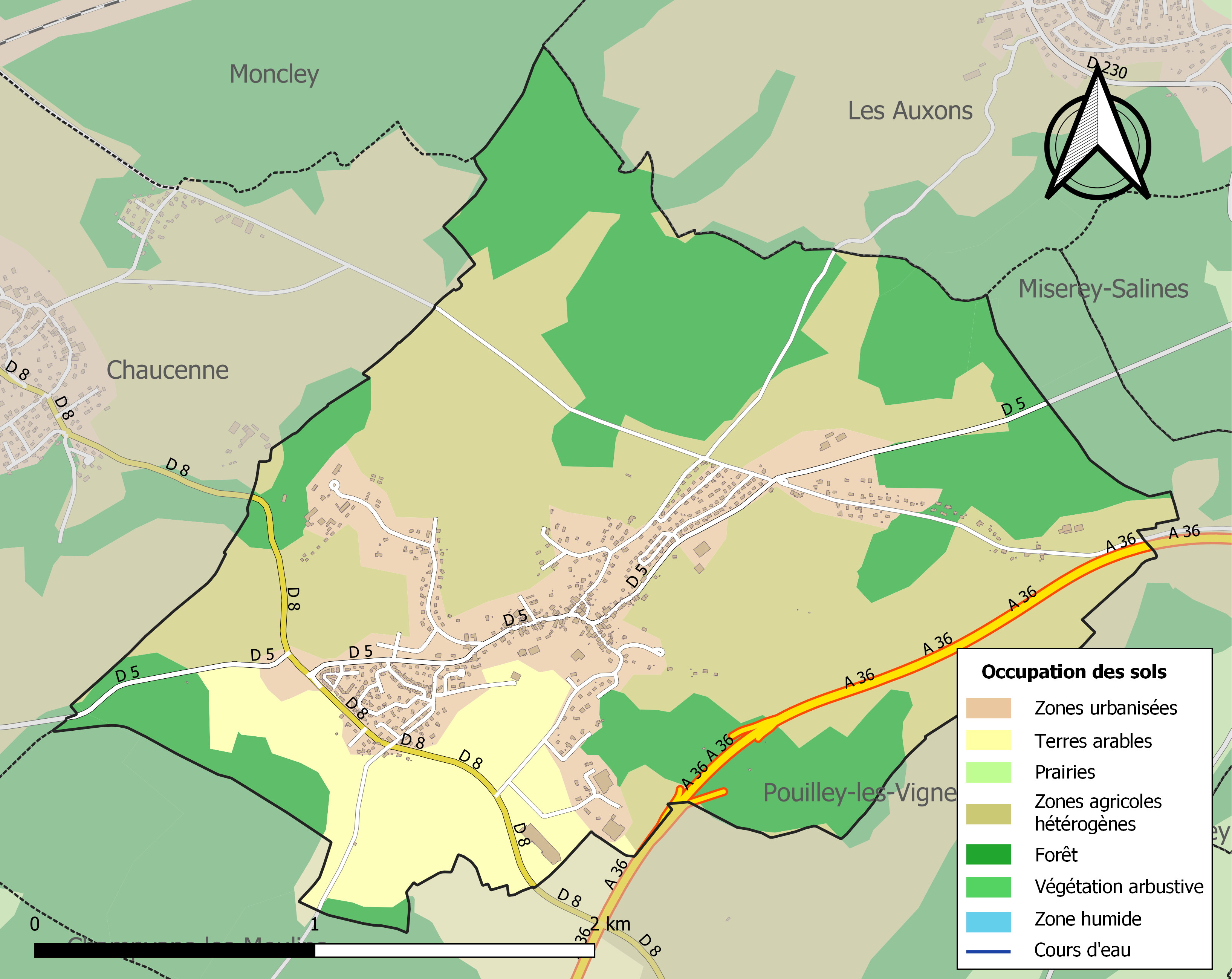
Carte des infrastructures et de l'occupation des sols de la commune en 2018 (CLC).

## Toponymie
Polosel en 1133 ; Polosey en 1139 ; Paloisel en 1143 ; Pollosel en 1226 ; Palousey en 1298 ; Pellozey en 1629 ; Pelosel en 1642 ; Pelosey en 1665.
Pelousey pourrait être un nom d'origine gauloise signifiant «prune sauvage». Il serait dans ce cas dérivé de *beluccia ayant donné beloce comme appellation régionale et pelorsia en occitan. Mais rien n'est moins sûr.[Information douteuse]

## Politique et administration

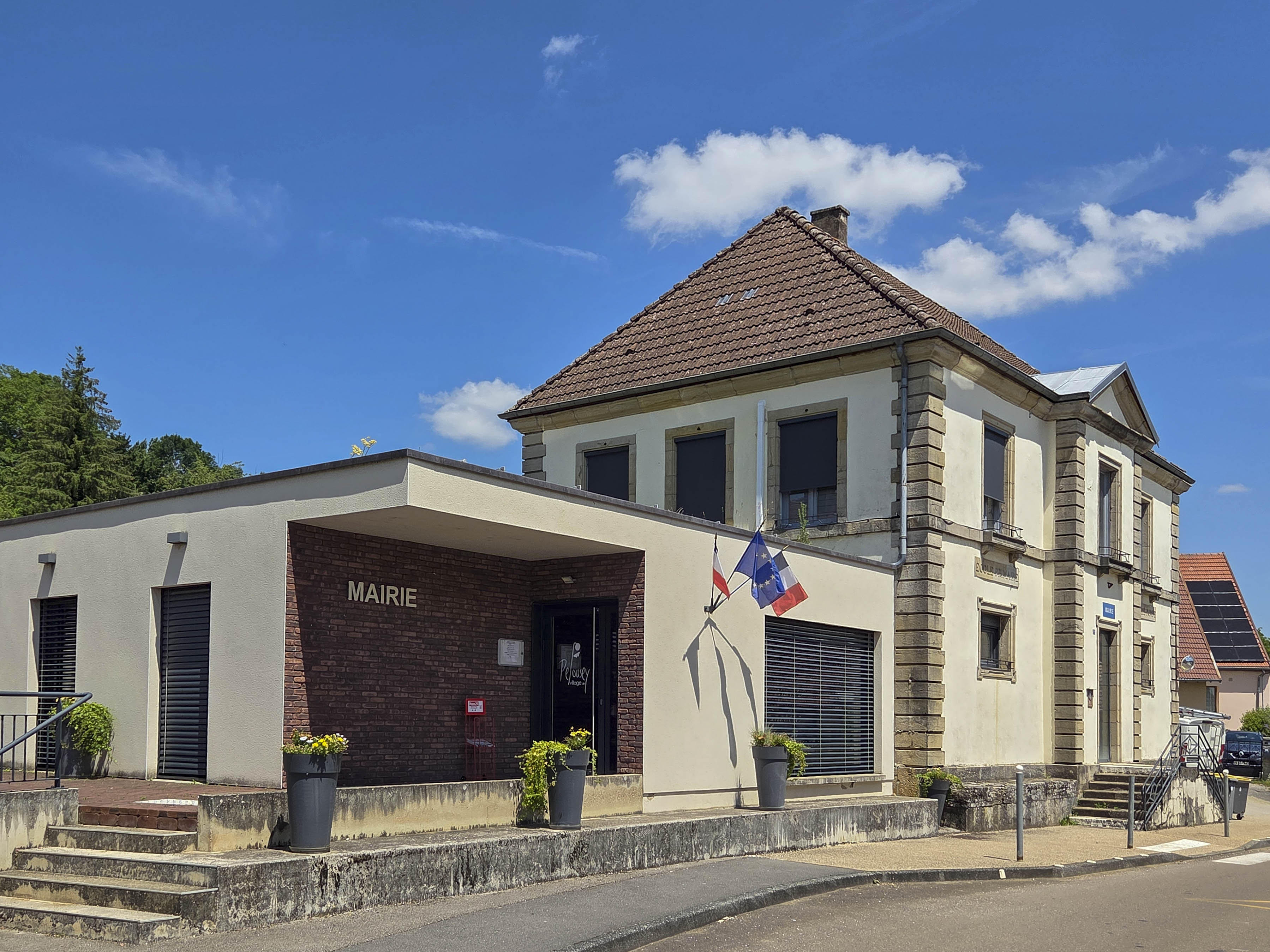
La mairie.

### Administration municipale

#### Liste des maires
| Période                                  | Période  | Identité            | Étiquette | Qualité                                                           |
| ---------------------------------------- | -------- | ------------------- | --------- | ----------------------------------------------------------------- |
| 2001                                     | 2008     | Jacques Tervel      |           |                                                                   |
| mai 2008                                 | En cours | Catherine Barthelet | LREM      | Vice-présidente de Grand Besançon Métropole Conseillère régionale |
| Les données manquantes sont à compléter. |          |                     |           |                                                                   |

## Population et société

### Démographie
L'évolution du nombre d'habitants est connue à travers les recensements de la population effectués dans la commune depuis 1793. Pour les communes de moins de 10 000 habitants, une enquête de recensement portant sur toute la population est réalisée tous les cinq ans, les populations de référence des années intermédiaires étant quant à elles estimées par interpolation ou extrapolation. Pour la commune, le premier recensement exhaustif entrant dans le cadre du nouveau dispositif a été réalisé en 2007.

En 2022, la commune comptait 1 588 habitants, en évolution de +5,1 % par rapport à 2016 (Doubs : +1,88 %, France hors Mayotte : +2,11 %).
| 1793 | 1800 | 1806 | 1821 | 1831 | 1836 | 1841 | 1846 | 1851 |
| ---- | ---- | ---- | ---- | ---- | ---- | ---- | ---- | ---- |
| 380  | 369  | 431  | 414  | 416  | 410  | 412  | 381  | 406  |

| 1856 | 1861 | 1866 | 1872 | 1876 | 1881 | 1886 | 1891 | 1896 |
| ---- | ---- | ---- | ---- | ---- | ---- | ---- | ---- | ---- |
| 365  | 390  | 400  | 379  | 421  | 398  | 449  | 441  | 416  |

| 1901 | 1906 | 1911 | 1921 | 1926 | 1931 | 1936 | 1946 | 1954 |
| ---- | ---- | ---- | ---- | ---- | ---- | ---- | ---- | ---- |
| 364  | 362  | 341  | 300  | 265  | 236  | 293  | 285  | 306  |

| 1962 | 1968 | 1975 | 1982 | 1990 | 1999  | 2006  | 2007  | 2012  |
| ---- | ---- | ---- | ---- | ---- | ----- | ----- | ----- | ----- |
| 230  | 242  | 425  | 534  | 902  | 1 215 | 1 383 | 1 407 | 1 453 |

| 2017  | 2022  | - | - | - | - | - | - | - |
| ----- | ----- | - | - | - | - | - | - | - |
| 1 527 | 1 588 | - | - | - | - | - | - | - |

### Cultes
Les Pelouséens disposent d'un seul lieu de culte de confession catholique, l'église Saint-Martin. Au sein du diocèse de Besançon, le doyenné de Banlieue - Val de l'Ognon regroupe six paroisses dont celle de Notre-Dame des Vignes à laquelle appartient Pelousey. Pour les autres confessions, les lieux de cultes les plus proches (mosquées, synagogue, temple) sont tous situés à Besançon.

## Économie
Si l'activité agricole a été longtemps la richesse de la commune, aujourd'hui une zone industrielle de 17 hectares, située en vitrine le long de l'autoroute A36, comporte une entreprise très importante de transformation du plastique.

## Lieux et monuments
- Le château d'Uzel[23] : Au XVIIIe siècle, les familles Bietrix et Lamy se partagent le château, ainsi un Lamy de la Perrière dut vendre en 1779 la bibliothèque et le beau mobilier à cause de ses déboires conjugaux. Du début du XIXe siècle à aujourd'hui, le patrimoine a été conservé. Il est réputé dans toute la région car il abrite un ESAT géré par l'ADAPEI où l'on pratique l'élevage et fournissant de la restauration pour les collectivités.
- L'église Saint-Martin au clocher-porche surmonté d'un dôme à l'impériale aux tuiles vernissées. L'édifice a été restauré de 1757 à 1760 et demeure bien entretenu depuis.
- Cinq fontaines-lavoirs qui sont réparties dans le village.
- La Vierge, qui date de la fin de la Seconde Guerre mondiale, située au-dessus du village et accessible par un chemin réaménagé.

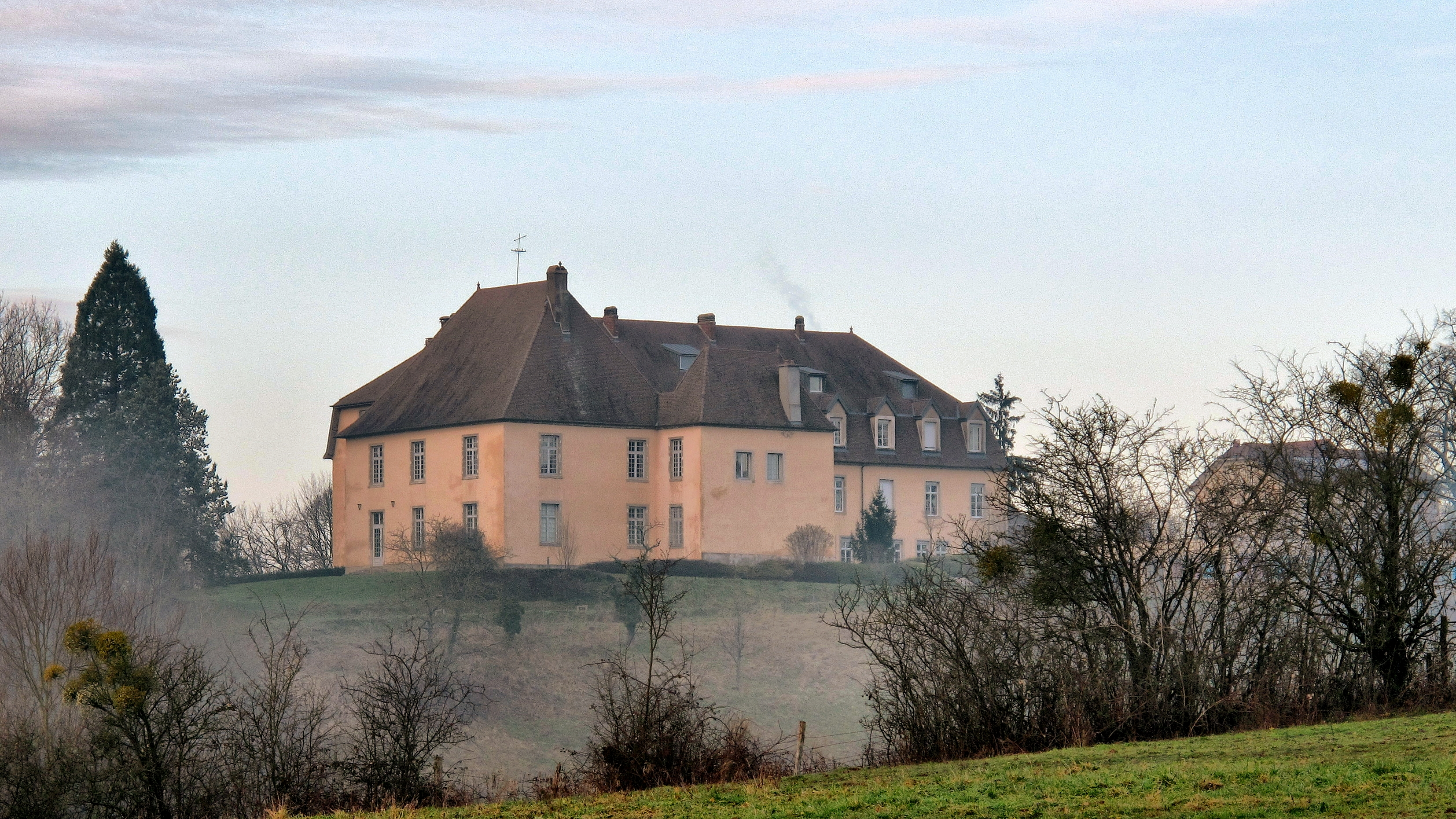
Le château d'Uzel.
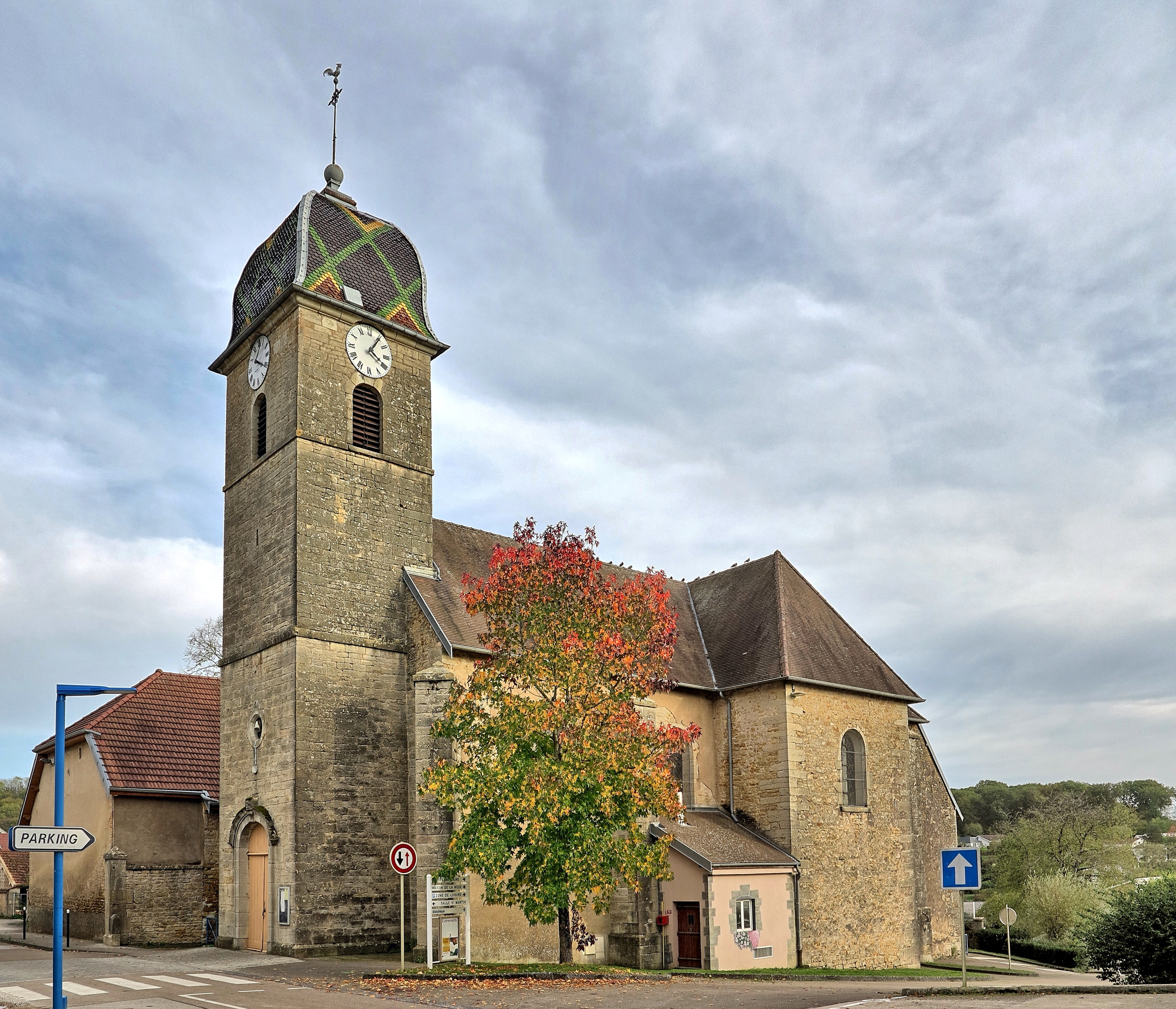
L'église.
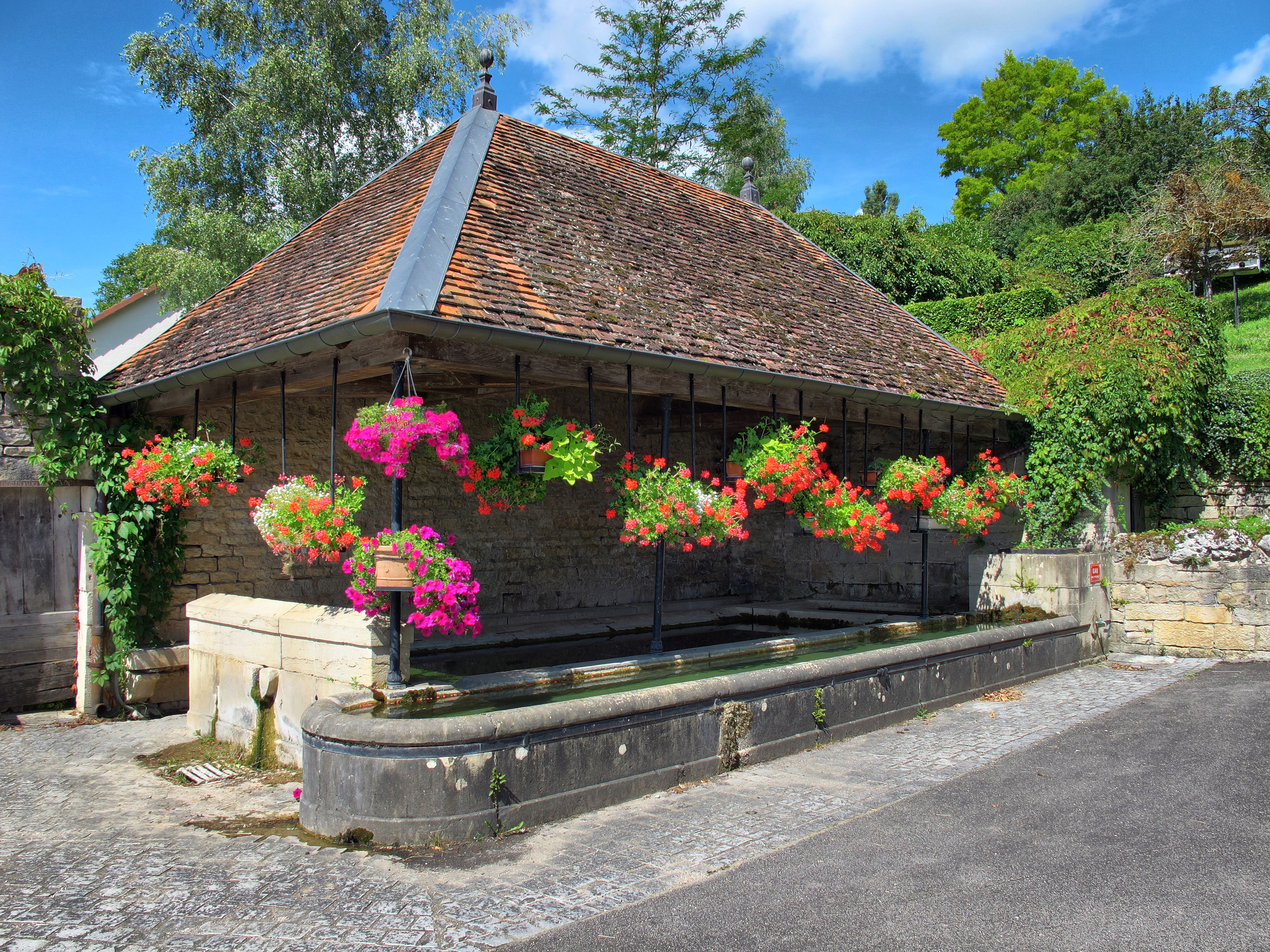
Le lavoir-abreuvoir couvert.
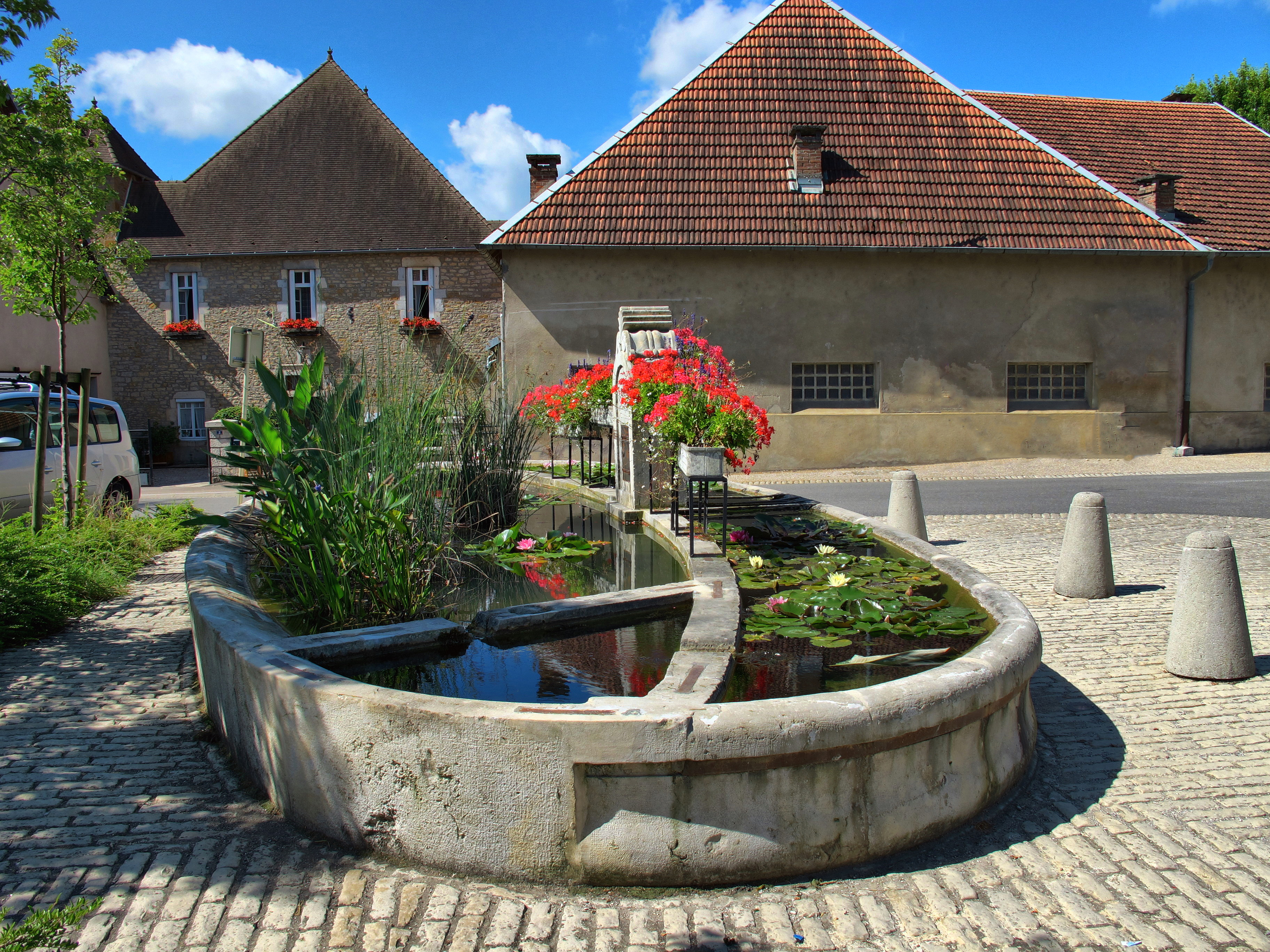
La fontaine-lavoir-abreuvoir.
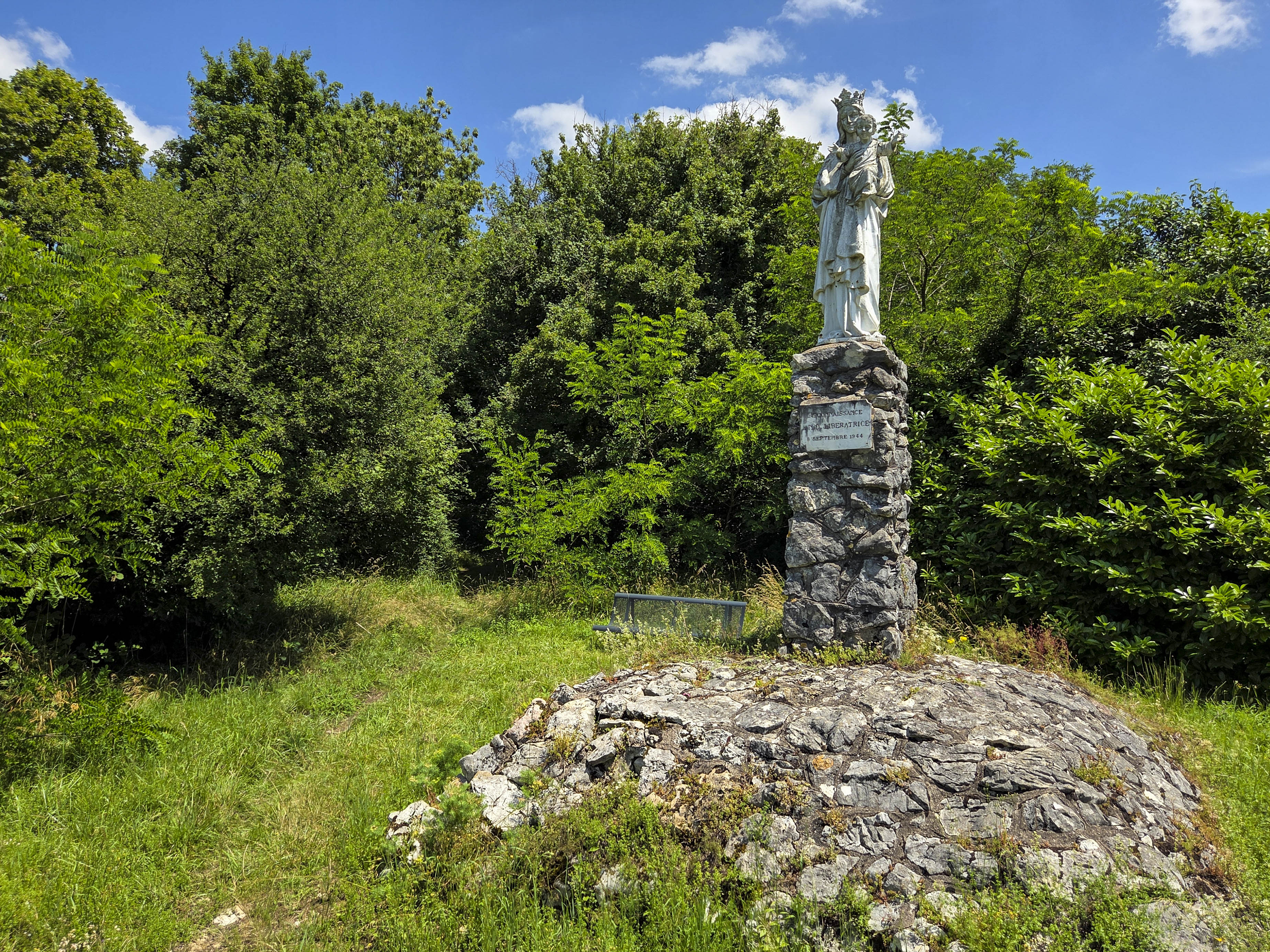
La statue de la Vierge.

## Personnalités liées à la commune
- Joseph Biétrix de Pelousey, (1699-1756) , noble et maire de Besançon en 1728, y a résidé
- Charles Philibert de Lenglentier (1728-1796) ,général des armées de la République y est né.
- Dominique du Pouey (1788 - 1873), général y est décédé.

## Associations
- Amicale des anciens combattants de Pelousey et Environs
- Amicale Pelouséenne pour le Don du Sang
- Association Communale de Chasse Agréée
- Association Loisirs Evasion (ALE) : association créée en 1993 dans le but de coordonner un grand nombre d’activités ludiques, culturelles et sportives à Pelousey. Elle compte près de 600 adhérents et propose en moyenne 25 activités chaque année, telle que la picine enfants, la gym junior, seniors et tonique, le tennis de table, le yoga, la danse classique, le théâtre d'impro, la sophrologie, les loisirs créatifs…
- Association des parents d’élèves
- Chorale KRYZALYA
- Comité de Jumelage
- Culture et Loisirs avec les retraités du Doubs
- Doubs Military 44
- EMICA
- Les Vignottes
- Pelousey Foot Loisirs